# Koto Taluk
Koto Taluk is een bestuurslaag in het regentschap Kuantan Singingi van de provincie Riau, Indonesië. Koto Taluk telt 5471 inwoners (volkstelling 2010).